# بومدفع
بومدفع (به عربی: بومدفع) یک شهرداری در الجزایر است که در استان عین الدفلی واقع شده‌است.